# جينلييفور جينلييفسون
جينلييفور جينلييفسون (14 يوليو 1975 بريكيافيك في آيسلندا - ) هو لاعب كرة قدم أيسلندي في مركز حراسة المرمى. شارك مع منتخب آيسلندا لكرة القدم. أما مع النوادي، فقد لعب مع فيمليكافيلاغ هافنارفيارذار وناتدبيرنوفيلاغ ريكيافيكور ونادي بريدابليك ونادي فادوتس ونادي كيفلافيك وKeflavík ÍF ‏ وهاندكناتليكسفلغ كوبافوغور وKnattspyrnufélag Fjallabyggðar ‏ ونادي كرة قدم بلدة فياردابيغد.

## روابط خارجية
- جينلييفور جينلييفسون على موقع قاعدة بيانات كرة القدم.إي يو (الإنجليزية)
- جينلييفور جينلييفسون على موقع ناشيونال فوتبول تيمز (الإنجليزية)